# 馬赫胡河
馬赫胡河（羅馬化：Machchhu nadi ）又譯默丘河，是印度古吉拉特邦境內的一条河流，流域面积為2,515 km2（971 sq mi）  。 

## 1979年大坝溃决
1979年8月11日，位于馬赫胡河上的默丘Ⅱ级坝（Machhu Ⅱ Dam）發生溃决，死亡人數據估計差異很大，估算的死亡人數最少的有1,800人，最多的有25,000人。

## 2022年吊桥垮塌
2022年10月30日，一座横跨馬赫胡河的吊桥垮塌，造成至少141人死亡。